# Regionalverband FrankfurtRheinMain
Der Regionalverband FrankfurtRheinMain ist die organisatorische Ebene des Ballungsraums Frankfurt/Rhein-Main. Sein Zweck ist es, eine geordnete Entwicklung von Frankfurt am Main und seinen Nachbarkommunen sicherzustellen. Da die Umlandgemeinden von Frankfurt auch nach der hessischen Gebietsreform von 1977 selbstständige Kommunen geblieben sind, hat die hessische Landesregierung im Jahr 2011 mit dem Regionalverband FrankfurtRheinMain eine Körperschaft des öffentlichen Rechts geschaffen, die eine Stärkung der kommunalen Zusammenarbeit im Ballungsraum Frankfurt/Rhein-Main gewährleisten soll. Ziel ist eine geordnete und abgestimmte Entwicklung der urbanen Region. Das Gebiet des Regionalverbands FrankfurtRheinMain umfasst zurzeit 80 Mitgliedskommunen, in denen knapp 2,4 Millionen Einwohner leben.

## Aufgaben

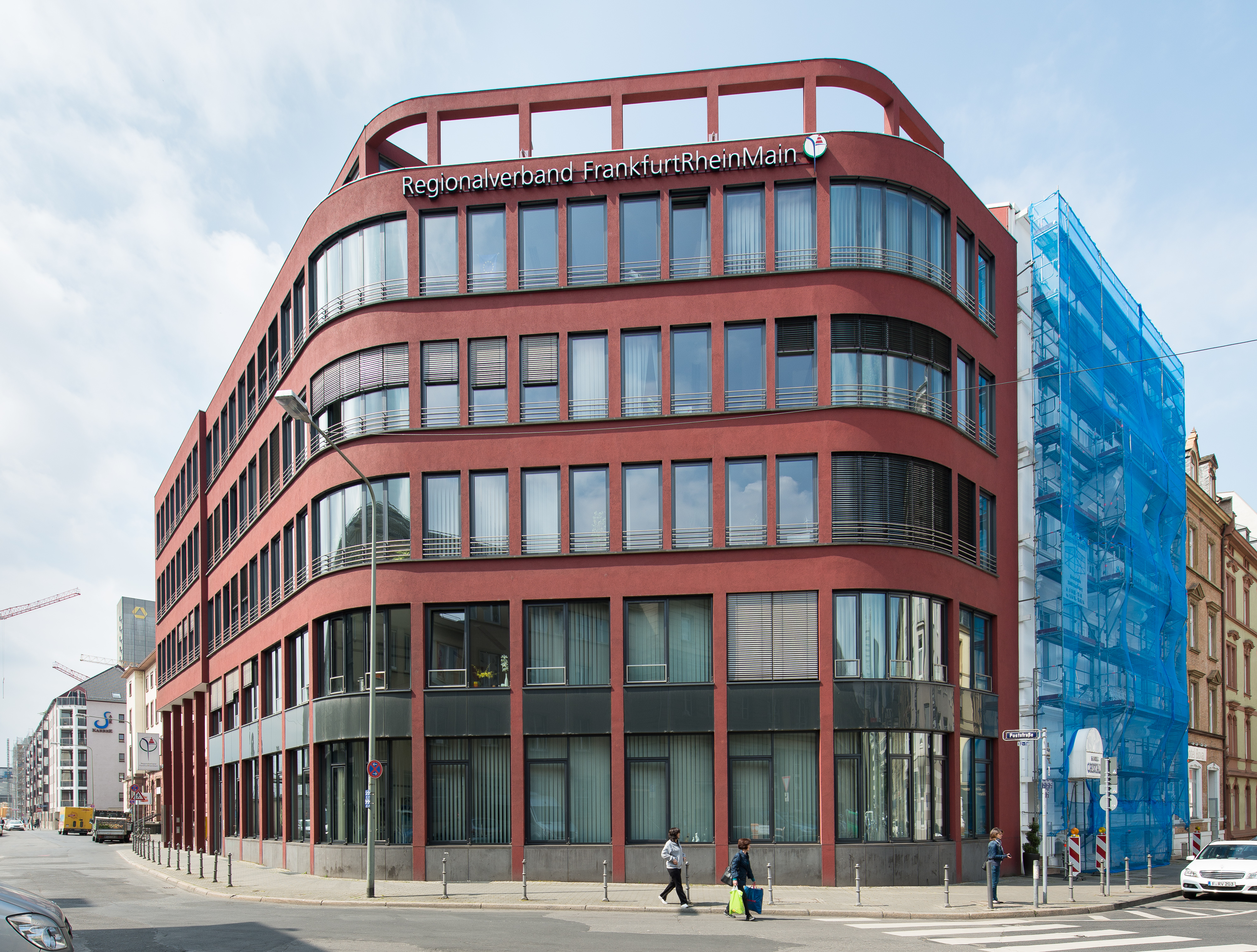
Sitz des Regionalverbandes in der Poststraße 16 in Frankfurt

Rechtsgrundlage ist das Gesetz über die Metropolregion Frankfurt/Rhein-Main (MetropolG) des Hessischen Landtags vom 8. März 2011. Mit Inkrafttreten des MetropolG konnte der Regionalverband am 1. April 2011 seine Arbeit aufnehmen und dem Planungsverband Ballungsraum Frankfurt/Rhein-Main nachfolgen. Von diesem hat der neue Verband die Aufgaben der regionalen Flächennutzungsplanung und der Landschaftsplanung übernommen. Im Zentrum steht dabei eine bedarfsorientierte Entwicklung des Wohnungsbaus, wofür entsprechend geeignete Flächen ausgewiesen werden. Zudem übernimmt der Regionalverband Aufgaben im Standortmarketing sowie bei der Förderung der wirtschaftlichen Entwicklung. Die Erarbeitung einer Mobilitätsstrategie für die Region gehört ebenso wie die ressourcenschonende Beschaffung von Trink- und Brauchwasser, die Erstellung und Fortschreibung eines regionalen Energie- und Klimaschutzkonzeptes sowie die Entwicklung und Umsetzung von Digitalisierungsstrategien zu den Aufgaben des Verbandes. Der Regionalverband betreibt außerdem ein Europabüro, das unter anderem Fördermittel aus der EU für die Region akquiriert.
Der Verband erstellt regelmäßig ein regionales Monitoring, das eine systematische Beobachtung aller wichtigen Strukturdaten des Ballungsraumes und der Metropolregion Frankfurt Rhein-Main zu den Themengebieten Bevölkerung, Beschäftigung, Wohnen, Verkehr, Daseinsvorsorge, Flächennutzung und Finanzen wiedergibt.
Anders als der vorangegangene Planungsverband, der sehr eingeschränkte Kompetenzen hatte, soll der Regionalverband zentraler Ansprechpartner für die Belange der Region sein und ihr ein einheitliches Erscheinungsbild geben.

## Organisation

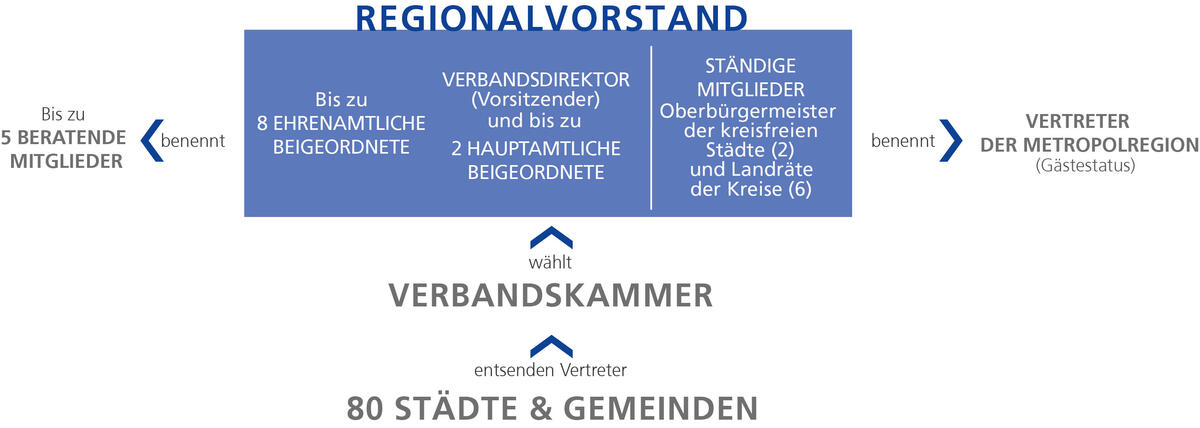
Struktur des Regionalverbandes schematisch dargestellt

### Verbandskammer
Die Verbandskammer, in der alle Mitgliedskommunen vertreten sind, ist das höchste Beschlussorgan des Regionalverbandes. Sie wählt die haupt- und ehrenamtlichen Mitglieder des Regionalvorstandes, beschließt den Haushalt des Verbandes und überwacht dessen Verwaltung. Neben dem Fassen regional bedeutsamer Entscheidungen beschließt das Parlament auch Änderungen im regionalen Flächennutzungsplan.

### Regionalvorstand
Die Führung des Verbandes wird Regionalvorstand genannt. Er besteht aus dem Verbandsdirektor, einem hauptamtlichen Ersten Beigeordneten und bis zu acht ehrenamtlichen Beigeordneten. Die hauptamtlichen Vorstandsmitglieder sind für eine Amtszeit von sechs Jahren gewählt, die Amtszeit der ehrenamtlichen Beigeordneten geht über eine Legislaturperiode von fünf Jahren. Das Amt des Verbandsdirektors ist in die Besoldungsgruppe B 8 der Besoldungsordnung B eingruppiert, das Amt des hauptamtlichen Ersten Beigeordneten in die Besoldungsgruppe B 6.
Darüber hinaus sind im Regionalvorstand die Oberbürgermeister der Städte Frankfurt am Main und Offenbach am Main sowie die Landräte der Landkreise Offenbach, Hochtaunus, Main-Taunus, Main-Kinzig, Groß-Gerau und Wetterau vertreten. Zudem kann der Regionalverband fünf beratende Mitglieder benennen.
Die Geschäftsstelle des Regionalverbandes befindet sich in der Poststraße 16 an der Nordseite des Hauptbahnhofes in Frankfurt. Dort beschäftigt der Regionalverband etwa 115 Mitarbeiter. Das Haushaltsvolumen beträgt rund 15 Millionen Euro.

## Gebietsabgrenzungen

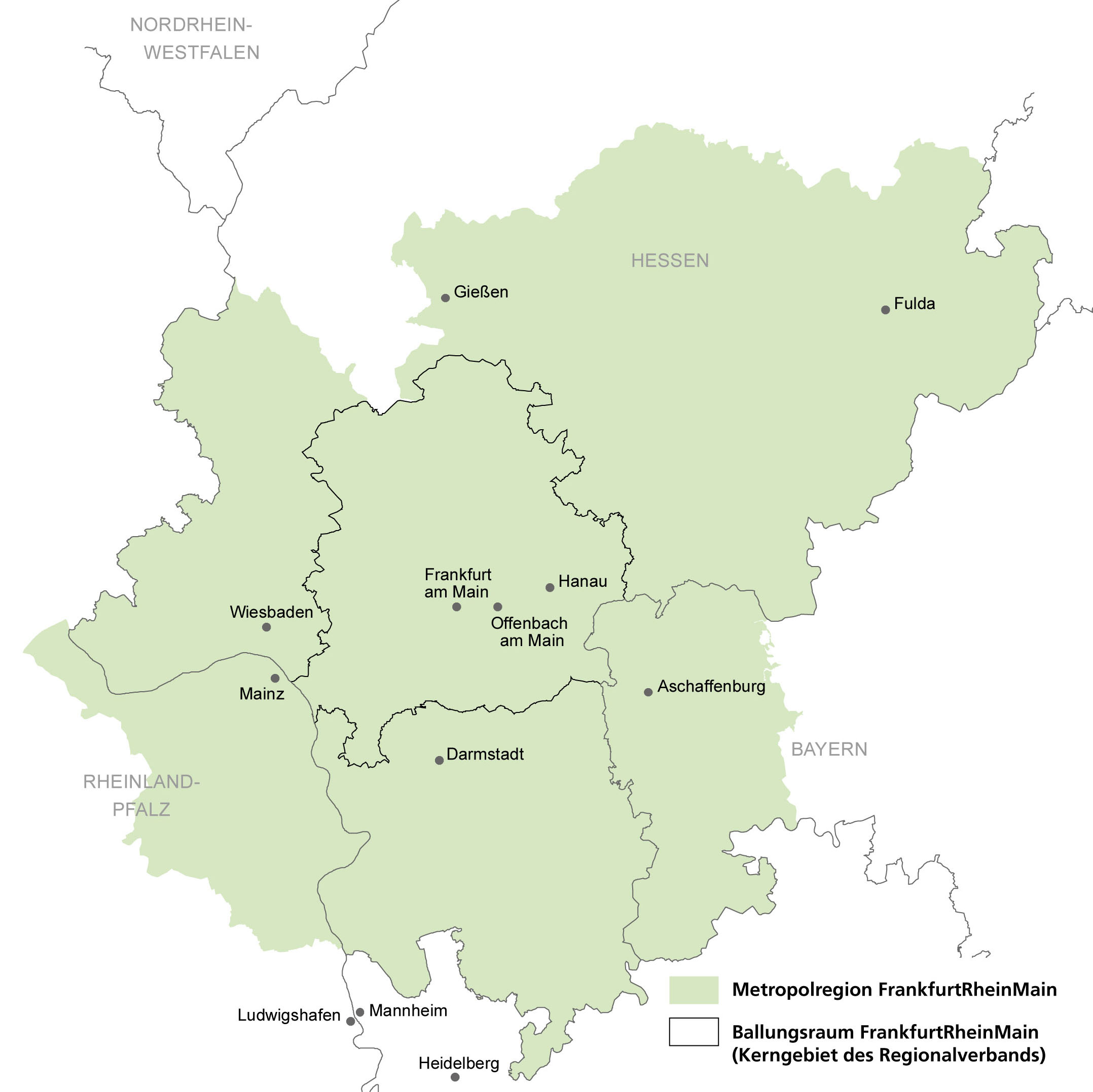
Metropolregion und Ballungsraum

Metropolregion Frankfurt/Rhein-Main und engere Abgrenzungen des Regionalverbandes FrankfurtRheinMain (inklusive Region Starkenburg)

### Ballungsraum
Der Ballungsraum Frankfurt/Rhein-Main (Gebiet des Regionalverbands) umfasst das Gebiet der Städte Frankfurt am Main und Offenbach am Main, des Hochtaunuskreises, Main-Taunus-Kreises und des Landkreises Offenbach sowie Teile des Main-Kinzig-Kreises, Wetteraukreises und des Landkreises Groß-Gerau. Insgesamt erstreckt er sich über eine Fläche von 2.673,7 Quadratkilometern. Zum Ballungsraum gehören 80 Städte und Gemeinden, in denen zusammen 2.477.338 Menschen leben (Stand: 31. Dezember 2022). Die mittlere Bevölkerungsdichte liegt damit unter der Grenze von 1000 Einwohnern pro Quadratkilometer für einen Ballungsraum nach der EU-Richtlinie 2008/50. Außerhalb der Kernstadt gilt die Region als Prototyp der Zwischenstadt.

### Mitgliedskommunen
Liste der Städte und Gemeinden im Ballungsraum Frankfurt/Rhein-Main:
- Bad Homburg vor der Höhe
- Bad Nauheim
- Bad Soden am Taunus
- Bad Vilbel
- Bischofsheim
- Bruchköbel
- Butzbach
- Dietzenbach
- Dreieich
- Echzell
- Egelsbach
- Eppstein
- Erlensee
- Eschborn
- Flörsheim am Main
- Florstadt
- Frankfurt am Main
- Friedberg (Hessen)
- Friedrichsdorf
- Ginsheim-Gustavsburg
- Glashütten
- Glauburg
- Grävenwiesbach
- Groß-Gerau
- Großkrotzenburg
- Hainburg
- Hammersbach
- Hanau
- Hattersheim am Main
- Heusenstamm
- Hochheim am Main
- Hofheim am Taunus
- Karben
- Kelkheim (Taunus)
- Kelsterbach
- Königstein im Taunus
- Kriftel
- Kronberg im Taunus
- Langen (Hessen)
- Langenselbold
- Liederbach am Taunus
- Limeshain
- Mainhausen
- Maintal
- Mörfelden-Walldorf
- Mühlheim am Main
- Münzenberg
- Nauheim
- Neu-Anspach
- Neuberg
- Neu-Isenburg
- Nidda
- Niddatal
- Nidderau
- Niederdorfelden
- Ober-Mörlen
- Obertshausen
- Oberursel (Taunus)
- Offenbach am Main
- Ranstadt
- Raunheim
- Reichelsheim (Wetterau)
- Rockenberg
- Rodenbach
- Rödermark
- Rodgau
- Ronneburg
- Rosbach vor der Höhe
- Rüsselsheim am Main
- Schmitten
- Schöneck
- Schwalbach am Taunus
- Seligenstadt
- Steinbach (Taunus)
- Sulzbach (Taunus)
- Usingen
- Wehrheim
- Weilrod
- Wölfersheim
- Wöllstadt

### Metropolregion
Der Regionalverband FrankfurtRheinMain ist Teil der wesentlich größeren Metropolregion Frankfurt Rhein-Main, die sich über 7 kreisfreie Städte und 18 Landkreise in den Bundesländern Hessen, Bayern und Rheinland-Pfalz erstreckt, darunter auch ländliche und strukturschwache Gebiete. In der Metropolregion leben etwa 5,8 Millionen Einwohner auf einer Fläche von 14.755 Quadratkilometern.

## Verbandsgeschichte

### Erste Initiativen
Die erste Organisation für Flächennutzungsplanung beziehungsweise Raumordnung im Rhein-Main-Gebiet war die Gesellschaft für Regionale Raumordnung. Ihr folgte die Regionale Planungsgemeinschaft Untermain (RPU) als kommunaler Zweckverband. Gemäß dem Hessischen Landesplanungsgesetz war sie ab 1965 Träger der regionalen Raumplanung. Ihr gehörten an: die kreisfreien Städte Frankfurt am Main, Hanau und Offenbach am Main sowie die Landkreise Büdingen, Dieburg (teilweise), Friedberg, Gelnhausen, Hanau, Main-Taunus (teilweise), Obertaunus, Offenbach, Schlüchtern und Usingen.

### Umlandverband Frankfurt
Der Umlandverband Frankfurt (UVF) bestand vom 11. September 1974 an und nahm offiziell seine Arbeit am 1. Januar 1975 auf. Ihm gehörten neben Frankfurt am Main und Offenbach am Main zunächst etwa 50 Städte und Gemeinden aus dem Umland an. Der UVF hatte weiter reichende Aufgaben als der spätere Planungsverband. So unterstand ihm neben der Flächennutzungsplanung beispielsweise auch die Abfallentsorgung im Verbandsgebiet, was später zu heftigen Verwerfungen führte.

### Planungsverband Ballungsraum FrankfurtRheinMain
Der Planungsverband Ballungsraum Frankfurt/Rhein-Main geht auf das „Ballungsraumgesetz“ des Hessischen Landtags vom 19. Dezember 2000 zurück. Er bestand von 1. April 2001 bis zum 1. April 2011. Die Hauptaufgabe des Verbandes war die Aufstellung des Regionalen Flächennutzungsplans (RegFNP).

### Regionalverband FrankfurtRheinMain
Das Gesetz über die Metropolregion Frankfurt/Rhein-Main, das vom Hessischen Landtag am 3. März 2011 beschlossen wurde, ließ am 1. April 2011 aus dem Planungsverband den „Regionalverband FrankfurtRheinMain“ werden. Am 1. April 2021 sind die Kommunen Echzell, Glauburg, Limeshain, Nidda und Ranstadt dem Verband freiwillig beigetreten.